# Akshay Venkatesh
Akshay Venkatesh (né le 21 novembre 1981) est un mathématicien indo-australien. Il a passé sa jeunesse à Perth, en Australie. En 1995, il a commencé à étudier les mathématiques à l’université d'Australie-Occidentale où il a obtenu son bachelor en 1997 avec mention très bien. À l’Université de Princeton sous la direction de Peter Sarnak, à partir de 1998, il y a obtenu son doctorat en 2002 (Limiting forms of the trace formula). Comme post-doc, il a été C.L.E. Moore Instructor au Massachusetts Institute of Technology. Professeur associé au Courant Institute of Mathematical Sciences de l’Université de New York en 2004, il est devenu en 2008, professeur à l’Université Stanford. Depuis 2018, il est professeur à l’Institute for Advanced Study (IAS) à Princeton, New Jersey, où il avait été auparavant Distinguished Visiting Professor au cours de l’année universitaire 2017-2018.
Ses intérêts de recherche sont dans les domaines du comptage, de l'équidistribution des problèmes dans les formes automorphes et de la théorie des nombres, en particulier la théorie de la représentation, les espaces localement symétriques et la théorie ergodique. Il est le seul Australien à avoir remporté des médailles à la fois aux Olympiades internationales de physique — une médaille de bronze en 1993 — et aux Olympiades internationales de mathématiques — une médaille de bronze en 1994 —, ce qu'il fit à l'âge de 12 ans,.
En 2018, il a reçu la Médaille Fields pour sa synthèse de la théorie analytique des nombres, de la dynamique homogène, de la topologie et de la théorie de la représentation.